# Cerco de Baidoa
O Cerco de Baidoa (julho de 2008 - janeiro de 2009) foi um confronto militar no qual a milícia al-Shabaab sitiou a sede do Governo Federal de Transição da Somália.

## Linha do tempo
Em 8 de julho, o al-Shabaab lançou um ataque noturno ao palácio presidencial, aeroporto e parlamento de Baidoa com roquetes e morteiros, matando onze soldados na capital de facto cercada e vulnerável do Governo de Transição. O Aeroporto de Baidoa era a tábua de salvação da cidade. Nessa situação tensa, a polícia de Baidoa abriu fogo contra um ônibus que se recusou a parar, matando muitos a bordo. A polícia era conhecida por extorquir dinheiro de viajantes em bloqueios de estradas, e este foi provavelmente um incidente não relacionado.
Em 9 de julho, os islamistas apreenderam um grande carregamento de armas e veículos militares etíopes de um comboio blindado que se dirigia do Aeroporto de Balidogle para Baidoa destinado aos militares do Governo Federal de Transição.  Três islamistas foram mortos na batalha, bem como um soldado governista confirmado como morto.  O comboio foi atacado uma segunda vez em Wanla Weyne antes de finalmente chegar a Baidoa. 
No dia seguinte, os islamistas tomaram o controle do povoado de Deynunay, a 20 km ao sul da cidade de Baidoa, sede do parlamento da Somália, matando um soldado do governo. 
Os combates ferozes perto de Daynunay prosseguiram pelo segundo dia, em 11 de julho, enquanto uma vez que as forças islamistas e do Governo Federal de Transição combatiam, três soldados governistas foram mortos na batalha. 
Em 13 de julho, as forças do al-Shabaab reocuparam Bardale e Burhakaba, ou mais apropriadamente as forças do al-Shabaab reunidas nessas duas cidades a caminho de Baidoa, já que a presença do Governo Federal de Transição nessas cidades já havia sido expulsa.
O Programa das Nações Unidas para o Desenvolvimento (PNUD), uma organização com muitos anos de experiência na Somália, retirou-se de Baidoa devido ao ataque iminente.
Em 27 de agosto, um ataque bombista na cidade deixou o filho de um parlamentar somali morto junto com um de seus guarda-costas.
Em 5 de setembro, combatentes islamistas atacaram um comboio do exército etíope, que acabara de sair de Baidoa, na cidade de Bardale. Dois soldados etíopes, dois insurgentes e um civil foram mortos no ataque e um caminhão do exército etíope foi incendiado.  Dois dias depois, em 7 de setembro, os insurgentes atacaram uma delegacia de polícia na cidade, mas não houve vítimas. 
Em 20 de setembro, violentos combates entre as tropas do governo somali e os insurgentes mataram pelo menos dois soldados, três insurgentes e um civil na cidade quando um posto de controle do governo foi atacado.
Em 2 de outubro, três ataques insurgentes separados na cidade mataram dois civis e um soldado. 
Em 13 de outubro, mais combates pesados resultaram na morte de quatro insurgentes e dois soldados etíopes depois que um comboio do exército etíope, que se dirigia para Baidoa, foi emboscado.
Em 24 de dezembro, uma mina terrestre matou três policiais na cidade. 
Em 26 de janeiro de 2009, a cidade finalmente caiu. As forças islamistas tomaram Baidoa, que era naquela altura a última grande cidade controlada pelo Governo de Transição. Isso aconteceu depois que as tropas etíopes retiraram-se completamente do país apenas um dia antes. As forças pró-governo (ou melhor, anti-islamistas) permaneceram no controle de um corredor de território ao longo da fronteira com a Etiópia e a maior parte de Gedo e Bakool. O deputado Mohamed Ibrahim Habsade e suas tropas, juntamente com outros dez parlamentares, renderam-se às forças islamistas assim que estas entraram na cidade. Durante a tomada de controle, as tropas governistas e milicianos tentaram resistir, em combates que deixaram cinco civis e quatro soldados mortos, mas não foram capazes de impedir o avanço dos insurgentes. 